# La Chamusquina
La Chamusquina är en ort i Mexiko.   Den ligger i kommunen Acatlán och delstaten Hidalgo, i den sydöstra delen av landet, 120 km nordost om huvudstaden Mexico City. La Chamusquina ligger 1 815 meter över havet och antalet invånare är 106.
Terrängen runt La Chamusquina är huvudsakligen kuperad, men åt sydost är den platt. La Chamusquina ligger nere i en dal som går i öst-västlig riktning. Runt La Chamusquina är det ganska tätbefolkat, med 52 invånare per kvadratkilometer. Närmaste större samhälle är Atotonilco el Grande, 18,9 km väster om La Chamusquina. Trakten runt La Chamusquina består till största delen av jordbruksmark.